# Hans Hirter
Hans Hirter (* 1948) ist ein Schweizer Politikwissenschaftler.
Hans Hirter doktorierte 1983 über Arbeitskämpfe in der Schweiz bei Erich Gruner. 1984 bis 2011 war er Leiter des Jahrbuchs Schweizerische Politik / Année Politique Suisse.
Ebenfalls bis 2011 war er Dozent am Institut für Politikwissenschaft der Universität Bern.
Hans Hirter ist bekannt für seine Wahlanalysen. In der Berner Zeitung wurde er charakterisiert als: „Unaufgeregter, bodenständiger politischer Einordner der alten Schule mit immensem Erfahrungswissen.“

## Werke (Auswahl)
- Die Arbeitskämpfe in der Schweiz von 1880 bis 1914: eine quantitative Streikanalyse. In:  Arbeiterschaft und Wirtschaft in der Schweiz, 1880–1914. Hrsg.: Erich Gruner. Zürich: Chronos 1988, Bd. 2,2, S. 837–1589. (Diss. rer. pol., Univ. Bern).
- Die schweizerische Abstimmung über den EWR. Tübingen: Eberhard-Karls-Universität, Graduiertenkolleg Vertiefung der Europäischen Integration 1993. ISBN 3980332810. (Vorträge und Berichte aus dem Graduiertenkolleg; 4).
- Wahlen 1999. Zusammensetzung und politische Orientierung der Wählerschaft bei den eidgenössischen Wahlen 1999. Bern: Institut für Politikwissenschaft Bern; Genf: Département de science politique, Université de Genève; Zürich: Institut für Politikwissenschaft Zürich 2000. ISBN 3258062234 (Haupt, Bern); ISBN 3952176710 (Institut für Politikwissenschaft, Bern). (Selects; 4).